# Эверлаковы
Эверлаковы (Еверлаковы) — древний дворянский род.
При подаче документов (1686) для внесения рода в Бархатную книгу была предоставлена родословная роспись Эверлаковых, герб Эверлаковых и его описание, ввозная грамота Якову Яковлевичу Эверлакову на поместье его отца, треть села Микулинское с деревнями и пустошами в Моложском стане Угличского уезда (1619) и вотчинная грамота Михаила Фёдоровича «московскому служилому немчину» Якову Яковлевичу Эверлакову (1619).

## Происхождение и история рода
Первое упоминание — Яков Яковлевич Эверлаков (1619 г.) — <московский служилый немчин>, с его слов, согласно документам (росписи), поданным в 80-е гг. XVII в. потомками в Палату родословных дел, написано, что Яков Эверлаков, родом из Швеции, был взят в плен во время Ливонской войны, после чего остался служить в России. В этом деле нет упоминания о каком-то более раннем оформлении их статуса в Посольском приказе, что означает что не было обращения об оформлении каких-либо документов, в том числе и запросов к иностранной родне о выкупе из плена. Яков Эверлаков за свою службу подьячим, был пожалован поместьем вотчина находилась в Угличевском уезде,
Сыновья:
Эверлаков Иван Яковлевич (в разных источниках упоминается, как Большой и как Меньшой, подобные упоминания обычно связаны с внутри семейными отношениями: Большой — глава семьи, Меньшой — неженатый сын.) — был крещён с именем Ивана в 1651 и восприемником при крещении был боярин, князь Яков Куденетович Черкасский. Царь Алексей Михайлович пожаловал новокрещёного кубком, сорок соболей, 150 рублей деньгами, объер золотая, атлас и ему дан двор в Москве, а также к старым вотчинам и поместьям отца, дано новое поместье, село Ескино с деревнями, 44 двора с крестьянами в Ярославском уезде. По крещении Иван Эверлаков пожалован стольником и ему дано: поместный оклад 600 четвертей, 40 рублей денег. В 1658 г. служит подьячим, далее воевода в Кольском остроге (1666—1669) именно в это время поселение Колы разрослось и значительно увеличен гарнизон острога, так же было увеличено количество пушек с 9 до 54 и сделан значительный запас боеприпасов и дополнительных пушек в количестве 15 хранилось в зелейном погребе. («Материалы и исследования по археологии СССР», № 77, М., АН СССР, 1958, приложения к статье В. В. Косточкина «Деревянный „город“ Колы», № 1, стр. 237—238). С мая 1671 г. назначен воеводой г. Алатырь; ему предстояло отстроить часть города, сгоревшую в ходе восстания под предводительством С. Т. Разина, а также усмирить население уезда. После выполнения задания в апреле 1674 направлен в Москву. С 1675 воевода г. Переяславль Южный, где служил вместе со своим сыном — Василием.
Эверлаков Василий Яковлевич — был принят на государственную службу как подьячий (1640), воевода в Уржуме (1647), стольник (1658—1668).
Стольники: Василий и Андрей Ивановичи, Борис и Семён Васильевичи участвовали в Крымском походе (1687), Яков и Иван Васильевичи, Фёдор Борисович в Азовском походе (1696).
Дворяне Эверлаковы владели поместьями в Ярославском и Угличском уездах, вотчинами в Московском уезде.
Четыре представителя рода владели населёнными имениями (1699).

## Описание герба
В списке Высочайше утверждённых герба Эверлаковых не имеется.
Герб сородичей живших в Рейнской области, Вестфалии и Курляндии и представленный при родословной Эверлаковых (1686) и описанный в Гербовнике Анисима Титовича Князева 1785 года: в серебряном поле щита, изображён чёрный лев с золотой короной на голове. Нашлемник: две львиные лапы когтями кверху между двух орлиных крыльев, разделённых накрест на две серебряные и две чёрные части: или: два орлиных или страусовых пера, по бокам которых две львиные лапы когтями кверху.

### Геральдика
Герб Эверлаковых являлся одним из первых дворянских гербов, бытовавших в России, между (1686—1688) и был предоставлен в Палату родословных дел в числе доказательств. обосновывающих право рода на внесение в родословную книгу. Рисунок соответствовал гербу, которым род пользовался в Швеции. Герб сходен с гербом жившей в Рейнской области, Вестфалии и Курляндии фамилии Овелакеров.
Роспись Эверлаковых в Архиве Юстиции заканчивается сообщением: «А ныне фамилия Эверлоков обретаются под державаю цесаря Римского в Вестфалии, также и под державаю Свейского королевства в Лифляндии».

## Известные представители
- Эверлаков Василий Яковлевич — стряпчий (1640), воевода в Уржуме (1647), стольник (1658—1668).
- Эверлаков Иван Яковлевич Большой — стольник, воевода в Кольском остроге (1666—1669), Переславле-Южном (1675).
- Эверлаков Василий Иванович — стряпчий (1676), стольник (1677—1692), воевода в Переславле-Южном (1675), Кольском остроге (1681—1682).
- Эверлаковы: Иван Яковлевич Меньшой, Андрей Иванович — стряпчие (1658—1679).
- Эверлаков Фёдор Борисович — стольник царицы Прасковьи Фёдоровны (1692).
- Эверлаковы: Яков, Семён, Борис и Иван Васильевичи, Андрей Иванович — стольники (1680—1692)[2][4][5].